# Brouwerij Verkest
Brouwerij Verkest, vroeger ook wel Brouwerij Sint Sebastiaan genoemd, is een voormalige brouwerij te Wingene, gelegen in de Egemsestraat.

## Geschiedenis[2]
Reeds lang was er een brouwerij aan de Oude Bruggestraat/Egemsestraat. In 1817 werd deze door Karel Derynck gekocht onder de naam Brouwerij Sint-Sebastiaan. Derynck huwde in 1821 met Amelie Vincent en kreeg drie dochters genaamd Leocadia, Adelaïde en Rosolia. Adelaïde huwde in 1860 met Johannes-Baptiest Verkest. Samen kregen zij twee kinderen, Joseph-Laurent en Marie-Josephine. Johannes-Baptiest nam de brouwerij over en herbouwde deze in 1908. Ook zijn zoon kwam in de zaak. Joseph-Laurent huwde later in 1897 met Marie Strooband. Hun zoon Jean moest de brouwerij op 17-jarige leeftijd bij het overlijden van zijn vader overnemen.
Gedurende de Eerste Wereldoorlog werd een deel van de Brouwerij door het Duitse bezettingsleger gebruikt als badplaats.
Jean huwde in 1934 met Isabelle Vanneste en kreeg vijf kinderen. Jean wijzigde de naam definitief in Brouwerij Verkest in 1940.
Gedurende de Tweede Wereldoorlog was brouwen moeilijk en de brouwerij ging ook na de oorlog bergaf. De brouwerij sloot in 1952 de brouwactiviteit en werd overgenomen door Brouwerij 't Hamerken. Het werd een drankcentrale die overgedragen werd aan Joseph Verkest. 
De gebouwen werden in 2002 afgebroken om plaats te maken voor een grootwarenhuis. Deze is opgenomen in de inventaris Onroerend Erfgoed

### Brouwers
- Karel Derynck (1886-1870), 1817 tot 1870
- Johannes Baptiest Verkest (?-1902), 1870 tot 1902
- Joseph Lauraent Verkest (1861-1915), 1897 tot 1915
- Jean Verkest (?-1973), 1915 tot 1952
- Joseph Verkest (1938-)

## Bieren
- Fortha Blonde
- Fortha Bruin
- Speciaal Wingene